# Vitalik Buterin
Vitalik Buterin (Виталик Бутерин, 31 de gener de 1994) és un programador russo-canadenc. És conegut com a cofundador d'Ethereum i de la Bitcoin Magazine.

## Biografia
Vitalik va néixer a Kolomna, a l'oblast de Moscou. Emigrà al Canadà amb els seus pares a l'edat de sis anys. S'interessà en les matemàtiques i a la informàtica de molt jove, i s'apassionà especialment pel Bitcoin l'any 2011. L'any 2012 obté una medalla de bronze a les Olimpíades internacionals d'informàtica. S'inscriu a la Universitat de Waterloo, que abandona l'any 2014 per treballar a temps complert en bitcoin i tot seguit fundà Ethereum.
Va ser cofundador de Bitcoin Magazine l'any 2011 i desenvolupà Ethereum, una infraestructura blockchain que ampliava les possibilitats de Bitcoin. Ether ha esdevingut la segona criptomoneda més utilitzada després de Bitcoin, permeten altres aplicacions que no només els intercanvis financers.
Contribueix com a programador en diversos projectes de codi obert com Kryptokit, pybitcointools, multisig.info, i btckeysplit. El 2014 va rebre la beca Peter Thiel pel seu treball, i figura a la llista de la revista Fortune de les 40 personalitats de menys de 40 anys més influents en el món econòmic.